# فرانكي هاموند
فرانكي هاموند (بالإنجليزية: Frankie Hammond)‏ هو لاعب كرة قدم أمريكية أمريكي، ولد في 17 فبراير 1990 في هالانديل بيتش في الولايات المتحدة.

## وصلات خارجية
- فرانكي هاموند على موقع الاتحاد الدولي لألعاب القوى (الإنجليزية)
- فرانكي هاموند على موقع TFRRS.org (الإنجليزية)
- فرانكي هاموند على موقع مرجع كرة القدم المحترفة.كوم (الإنجليزية)